# Venilia (mitologia)
Venilia è un'antica divinità della mitologia romana.
Ovidio, nel suo poema Le metamorfosi racconta che Venilia andò sposa al dio Giano; dalla loro unione, nacque la ninfa Canente, chiamata in tal modo per le sue eccezionali doti canore.
Altri mitografi configurano Venilia come una ninfa della cerchia di Nettuno o la identificano addirittura come Venere.
Virgilio la ritiene madre di Turno e sorella di Amata.
Il filologo tedesco Walter F. Otto la identifica quale divinità gentilizia della famiglia dei Venilii.